# 邵元吉
邵元吉（1501年—1560年），字惪旋，號盧山，浙江紹興府余姚縣人，明朝政治人物。

## 生平
六月二十八日生，行六，治《易經》，由國子生中式嘉靖四年（1525年）乙酉科浙江鄉試第十四名舉人，年三十二歲中式嘉靖十一年（1532年）壬辰科會試第二百九十三名，第二甲第七十九名進士。觀通政司政，授工部主事，陞工部員外、郎中，管理北河分司，出为鳳陽知府。

## 家族
曾祖邵悌思；祖邵祚，義官；父邵□；前母諸氏；母陳氏。永感下，妻沈氏，兄元臣；元善；元亨；元廉，弟元仁；元祥。子邵寀。